# 林海峰 (围棋)
林海峰（1942年5月6日—），生於上海，成長於台灣，中華民國棋士，職業圍棋選手，現為九段，隸屬日本棋院。師從「昭和棋聖」吳清源，二十世紀八十年代時位列日本圍棋「六超」棋士之一，也與大竹英雄一同開創日本棋壇的「竹林時代」。在日本職業圍棋界中的七大頭銜中共取得了21期頭銜。並在1993年因天元戰五連霸，取得了名譽天元的稱號。曾獲紫綬褒章、旭日中綬章、大倉喜七郎賞等榮譽。
林海峰的棋風厚實均衡，韌性極強，不易被擊倒。棋界稱他為「不死鳥」或「長青樹」。

## 早年生活
林海峰出生於抗戰時的上海，國共內戰時隨父母遷徙至台灣。林海峰父為林國珪，寧波鎮海人，日本東京帝國大學畢業，在中華民國外交部任職，曾在二戰前擔任中華民國駐台北總領事館之副領事。林海峰為林國珪九位子女中最年幼的，最年長則即為教導林海峰下棋的兄長林海濤。林國珪的親妹林熺是台湾钢铁大佬吴嵩庆的夫人。母為洪毓賢，於1947年左右病逝於喉結核。

## 嶄露頭角
林海峰曾就讀臺北市立大學附設實驗國民小學，後因其父投資失利，輾轉往北投及臺中，常與家人及圍棋名手對弈，棋力進步神速。遂於1951年11月11日參加臺北中央日報舉辦之全國圍棋賽，參賽時僅九歲，為兩百餘參賽者中年齡最小者。
首戰迎戰浙江同鄉何甫堂，大勝四十六目半，震撼全場，隔日《中央日報》予以大篇幅報導，描述生動：
|  | 他雖然只有九歲，但在臺灣棋界並不陌生，去年就以嶄露頭角。他學棋完全是受他爸爸影響，加以常有一些圍棋名手去他家玩，更給予他極好的觀望機會。七歲起，他開始在棋盤上下子玩玩，誰知一玩之下，成就驚人，兩年中，從六級一下一直竄升到四級的程度。昨天，他敘述他的學棋歷程，曾舉了一個例：前年我爸爸讓我四子，於今，我倒要讓爸爸五子了。他現在就讀臺中東區國小唸三年級，成績還可以，數學最好，唯一令家人苦惱的是：他太聰明，太頑皮了。他雖然會下棋，但是不願多下，今年四月到五月，根本沒有摸過棋盤。談到這裡，他爸爸不由得嘆口氣說：我每週一定得強迫他一定得下一盤，有時還得利用賞金，鼓勵他的興趣。 |

經媒體的極力讚揚，林海峰遇上許多慕名而來的圍棋名流，甚至擊敗了教育部長程天放。
而後於1952年8月1日，中國圍棋會為慶賀旅日棋士吳清源在日本「升降十番棋」中全勝記錄，便邀請來臺，授予「大國手」稱號，同行者包括其夫人及棋士本田幸子初段。
中國圍棋會會長周至柔特地邀請吳大國手和林海峰於8月3日對弈一局，賽場設於臺北中山堂光復廳，吳大國手讓棋六子。當日賽場上擠進上千圍觀群眾，多名政要及名人如白崇禧、周至柔、程天放、陳雪屏、束雲章、應昌期等人亦到场观棋。因現場許多旁觀者給予意見，林海峰捨棄了平常常用的殺棋手段，如拿出平常實力鐵定中盤勝的棋，最後由于林海峰溫和地一再退讓，反而輸了一目，結果並不令人滿意，仍引起轟動。多位專家依舊讚賞林海峰已有非凡身手。其後與本田幸子初段對弈讓三子棋，贏了四目，但林海峰多年後接受媒體採訪，認為此盤對弈應為本田棋士刻意放水，避免打擊其自信心。

## 生涯巅峰
後在吳清源的鼓勵之下，林國珪決心讓其子赴日學棋。1952年10月29日，其父好友的同鄉商人朱之信與林海峰在周至柔將軍的協助下來到日本，抵日的林海峰受朱之信堂兄朱潤義代為照料，新家位於京都。
抵日後就讀大阪中華學校，另於京都吉田道場學棋。後又受同鄉徐永堂收養，轉籍至東京中華學校，並申請成功為日本棋院院生。但林海峰在東京卻行徑放蕩，四處玩耍，格外受到棋院注意，其師梶原武雄及杉內雅男教棋嚴厲，才導正林海峰的行為舉止。
曾挑戰入段失敗的林海峰於1955年初雖敗給早瀨弘，但在名額放寬之下入段成功，為當時棋院史上最年輕之入段者，引發日本棋界轟動。入段後六個月於「大手合」棋賽中又擊退資深棋士岡谷三男，晉陞二段，創下最快升上二段的日本記錄，但父親林國珪因心臟病發去世，使得林海峰未有喜悅之情。不久後林海峰成了吳清源一生中第一個徒弟。1957年4月，林海峰快速升至三段。1959年5月，以八勝二敗的「大手合」成績，從四段升至五段。1960年11月間又以六勝二敗升上六段，升段速度之快，打破藤澤朋齋的升段速度記錄。1962年11月升為七段，二十一勝七敗的佳績為棋院勝率最高者。
除此之外，之前在新聞棋賽未曾有亮眼表現的林海峰，終於在1963年初的圍棋選手權賽中有所突破，拿下亞軍高松宮獎，首次於新聞棋賽嶄露頭角。同年亦打進最高位之名人賽循環圈及次年的本因坊賽循環圈。
1965年，名人賽循環圈二勝一敗表現平平的林海峰受到日本圍棋月刊年號嘲弄，稱新年囈語（夢話）第一為高川格九段當選國會議員，第二則是林海峰贏得名人賽，顯見日本棋界極為不看好。不過林海峰未受影響，接連擊敗藤澤秀行九段及大平秀三九段，又於同年六月升上八段。
五勝一敗的林海峰於名人挑戰權中關鍵賽中遭遇藤澤朋齋九段，其師吳清源料中藤澤必以東坡棋（模仿棋）應戰，乃教之搶佔天元的破解法，使藤澤無從模仿。歷經十多小時之纏鬥，藤澤棄子投降。另外，棋界人士發現此戰從第一手至第七十三手竟與八年前吳清源對戰藤澤朋齋之對戰下位完全相同，為棋界至今津津樂道。
而後的名人挑戰賽，林海峰以四勝二敗擊退坂田榮男，臺灣聯合報以「林海峰一舉成名」大篇幅報導，日本則以二十三歲少年以棋王稱許。本因坊秀芳在書中讚道林海峰為他們年代的英雄，年紀輕輕就以一己之力把高高在上的大坂田趕下來，鼓舞了當代的年輕碁士。
1966年1月底林海峰協同吳清源老師、藤田梧郎夫婦及本田輝子五段返台，舉國歡騰，並受總統蔣介石及夫人蔣宋美齡的接見。同年林海峰再受坂田榮男挑戰，以四勝一敗輕鬆取勝，蟬連名人寶座。讀賣新聞以林海峰時代來臨形容林海峰帶給棋界的旋風。接著，林海峰挑戰本因坊成功，為史上第二位「名人本因坊」。

## 新秀突起
1967年林海峰終於奪得九段頭銜，同年的初夏，在其父生前好友袁惕素安排的相親下認識後來的妻子王來弟，相戀兩年後宣佈訂婚，受到相當注目，由副總統嚴家淦來擔當證婚人。
1971年開始，林海峰表現逐漸有走下坡之趨勢，遭二十二歲的石田芳夫七段竄去本因坊頭銜，後連續兩年挑戰依舊對石田芳夫束手無策。
1973年的名人挑戰賽，面對挑戰者石田芳夫，便以三連敗開頭，但最後卻連勝四場，保住頭銜，成為圍棋界的一大神話。更使林海峰「二枚腰」的稱號在棋界傳開。隔年的名人挑戰賽，石田芳夫捲土重來，在第七戰戰勝林海峰，曾有雙冠棋士之稱的林海峰成了無冠棋士。1975年雖榮獲新聞棋第三的十段頭銜，但隔年又遭加藤正夫取代。1977年，林海峰看似恢復往日雄風，痛擊大竹英雄獲得名人，隔年卻被大竹反撲失冠。
1983年林海峰再度受到世人注目，與1973年名人挑戰賽同樣情形以三連敗四連勝逆轉棋士趙治勳，重獲本因坊頭銜。
1988年林海峰得到首屆世界選手權之富士通盃的參賽權，打進決賽，雖敗給木谷實門下的武宮正樹，但仍有亞軍佳績。1989年面對武宮正樹二度敗北，仍為亞軍。最受關注的是在1990年，林海峰遇上的是中國棋聖聶衛平，獲得勝利成為世界冠军。同年在中日天元对抗赛，林海峰接連擊敗劉小光和聶衛平，此後卻後繼無力，1992年至1994年，反倒接連敗給聶衛平、劉小光及馬曉春，1994年林海峰敗給柳时熏六段，失去日本天元頭銜。
1996年林海峰參加了第三屆應氏盃，是由臺灣企業家應昌期創辦，但因規則標新立異，導致此年面對南韓劉昌赫以贏半目收場，卻被判決為輸一目半失去冠軍寶座。

## 現在生活
進入了二十一世紀的林海峰，於2001年受南韓知名圍棋網站wegobaduk評選為世界圍棋前五十強，南韓的李昌鎬九段名列榜首，同樣來自臺灣的王立誠九段則名列第六，林海峰排在第七。同年林海峰再度叩關名人挑戰賽，惜以二負四勝挑戰依田紀基失手，但林海峰在世界棋壇的地方仍舉足輕重。隔年中國的聶衛平九段希望林海峰作為特邀棋手加入貴州衛視隊，四場比賽出場費30萬，林海峰義不容辭答應加盟，中國棋院院長陳祖德也肯定林海峰的棋藝及棋德。
連續五期獲得日本棋院同一頭銜或是總計獲得十期該頭銜，於六十歲可獲頒名譽頭銜。林海峰於十五期（1989）至十九期（1993）天元戰中，依序打敗趙治勳、小林光一、加藤正夫、山城宏以及片岡聰，連續獲得五次天元，2002年林海峰獲日本棋院頒名譽天元頭銜。
目前林海峰健在於世，常於臺灣客串棋評，一生榮譽不計其數，共贏得35個日本正式棋賽冠軍，自1964年首次打進名人賽循環圈之後，創下39年保持在循環圈內的「在籍」紀錄也難能可貴，是日本棋界首位在正式棋戰中對局數達到2000局的專業棋士。2015年8月6日，達成個人生涯1400勝，是繼趙治勳之後，史上第二位達生涯1400勝的職業棋手。
2007年李昌鎬對媒體表示此生最尊敬的棋士為林海峰，主因林海峰一生中謙虛為懷，敬老尊賢。
林海峰育有一男兩女，長子為林敏浩，兩女分別名為林芳美和林浩美，林敏浩就職於半導體公司，現為海峰棋院院長，林芳美和林浩美皆在電視台從事圍棋事業。
另外，林海峰旅日多年，但始終未加入日本國籍，現今仍持中華民國護照，日本習慣以「台灣來的林海峰」稱呼。

## 著作
著書：
- 「闘将　林海峯」（誠文堂新光社）
- 「コウは怖くない」
- 「打碁鑑賞シリーズ4『林海峯』」

監修：
- 「読みの力が10倍になる至高の詰碁」（MYCOM）
- 「戦いの力が10倍になる 求真詰碁」（MYCOM）

## 影視
- 《萬博追踪》（1970年） - 客串出演[6]

## 外部連結
- GoBase Profile （页面存档备份，存于）
- Sensei's Library Profile（页面存档备份，存于）
- 平常心 大棋士林海峰的围棋人生 （页面存档备份，存于）